# Gouvernement Theunis I
Royaume de Belgique
Carton de Wiart Vande Vyvere
Le gouvernement Theunis I est un gouvernement catholique-libéral qui gouverna la Belgique du 15 décembre 1921 jusqu'au 5 avril 1925.   
Ce gouvernement rompt avec la coalition "d'union sacrée" qui était en place depuis la fin de la Première Guerre mondiale. Les catholiques conservateurs et les libéraux forment un gouvernement supposé s'opposer à la menace d'une alliance entre les socialistes et les flamingants.    
Sur le plan social, le gouvernement mène une politique conservatrice. Il réduit les subsides à l'allocation chômage et ne réagit pas à l'augmentation du coût de la vie. Il tente d'assouplir la législation sur la journée de huit heures, mais doit reculer face à la résistance des syndicats socialistes et chrétiens.    
Sous la pression des flamingants, dont le gouvernement a besoin pour sa majorité, l'Université de Gand obtient une aile néerlandophone mais conserve une aile francophone. Si cela permet au gouvernement d'obtenir le service militaire de 12 mois, les flamingants, qui prônent la flamandisation totale de l'Université de Gand, restent déçus    
La question des réparations de guerre réclamées à l'Allemagne étant dans une impasse, la Belgique participe dès 1923 à l'occupation militaire de la Ruhr avec la France. Cela donne une mauvaise image internationale à la Belgique, mais divise également l'opinion publique belge, l'occupation amenant à un allongement impopulaire du service militaire. L'occupation militaire entraîne une forte spéculation sur le franc belge, entraînant une inflation annuelle de 20%.     
La politique sociale conservatrice du gouvernement, la déception croissante des flamingants et les critiques vis-à-vis de l'occupation militaire de la Ruhr amène au rejet par les socialistes et les flamingants d'un accord commercial franco-belge, conduisant à la chute du gouvernement en février 1924. Le gouvernement est cependant très vite remis en place avec la présence de nouveaux ministres démocrates chrétiens et flamingants

## Composition
| Ministère                                                   | Nom                 | Parti            |
| ----------------------------------------------------------- | ------------------- | ---------------- |
| Premier et ministre des finances                            | Georges Theunis     | Parti catholique |
| Ministre des affaires étrangères                            | Henri Jaspar        | Parti catholique |
| Ministre de l'intérieur et de la santé publique             | Paul Berryer        | Parti catholique |
| Ministre des arts et des sciences                           | Eugène Hubert       | Parti libéral    |
| Ministre de la justice                                      | Fulgence Masson     | Parti libéral    |
| Ministre de l'agricultre et des travaux publics             | Albéric Ruzette     | Parti catholique |
| Ministre de l'industrie et du travail                       | Romain Moyersoen    | Parti catholique |
| Ministre des chemins de fer, des postes et de la télégraphe | Xavier Neujean      | Parti libéral    |
| Ministre de la défense nationale                            | Albert Devèze       | Parti libéral    |
| Ministre des colonies                                       | Louis Franck        | Parti libéral    |
| Ministre des affaires économiques                           | Aloys Van de Vyvere | Parti catholique |

## Remaniements
- 16 octobre 1922
  - Eugène Hubert (libéraux) démissionne comme ministre des arts et des sciences et est remplacé par Léon Leclère
- 8 novembre 1922
  - Léon Leclère (libéraux) démissionne comme ministre des arts et des sciences et est remplacé par Pierre Nolf
- 6 août 1923
  - Albert Devèze (libéraux) démissionne comme ministre de la défense nationale et est remplacé par Pierre Forthomme
- 11 mars 1924
  - Henri Jaspar (Parti catholique)démissionne comme ministre des affaires étrangères et est remplacé par Paul Hymans (libéraux)
  - Romain Moyersoen (Parti catholique) démissionne comme ministre du travail et de l'industrie et est nommé ministre des  affaires économiques  en succession du démissionnaire Aloys Van de Vyvere ; Paul Tschoffen est nommé ministre du travail et de l'industrie
  - Louis Franck (libéraux) démissionne comme ministre des colonies et est remplacé par Henry Carton de Wiart (Parti catholique).